# 安生真
安生 真（あんじょう まこと）は日本のゲームクリエイター、システムアーキテクト。株式会社ケイブの元社員。2017年現在はデイライトワークスに所属。
NPO 日本Androidの会のコミュニティ運営委員長や、Google Developer ExpertのAndroid担当など、モバイル技術関係のコミュニティ活動も行う。

## 来歴
東京都出身。米国メリーランド大学を卒業。専攻はコンピュータサイエンス。約9年ぐらい滞米していた。後半の数年は、教授の紹介でメリーランド州ボルチモアのパブリックスクールの技術課でWebエンジニアに従事していた。その頃、外部の開発者としてGoogle Desktopの開発に関わっていたため、開発者殿堂入りしている。帰国後、現ケイブに入社。iアプリ『ミニ四駆GPX』のプログラムを担当した後、新規事業推進室にてAndroidの研究開発等に従事。mixiアプリ『おともだちフレンズ』の開発ディレクション兼プログラミングを担当した後、iOSアプリ『放課後の紙芝居部』の企画、ディレクション、開発を担当。
日本Androidの会では設立メンバーであり、当初コンテンツワーキンググループのリーダーであったが、他に内容が似通ったワーキンググループが存在するため、ワーキンググループは解散。会ではたまに司会をする程度で、年に二回あるカンファレンス以外ではあまり表立った行動はしていないが、自称、運営委員からの信頼は厚く、2013年までコミュニティ運営委員の委員長（会長）。また、同年までNPO日本Androidの会（母体）の理事でもあった。
GoogleによるAPI Expertプログラムの初期メンバーでもあり、Android担当。GoogleオフィシャルコミュニティであるAndroid-SDK-Japanの管理人。また、GDG Tokyo （Google Developer Group Tokyo 旧Tokyo GTUG）の現マネージャーも兼任。
ケイブを退職後はフリーランスとしてSH-06D NERV（通称エヴァスマホ）の開発に携わった。現在は ピクシブ株式会社でモバイルアプリを担当している。
また、2014年からはスマートフォン開発も行う傍ら、ソフトバンクのロボット Pepperの開発にも関与している。2014年9月に開催されたPepper Tech Fesにてパネリストとして登壇している。

## 人物
Googleのテクノロジーに詳しく、コミュニティ運営や執筆などでAndroidプログラミングの啓蒙を行うが、本人はゲーム会社の社員という自称異色の人物。Google Desktopが人気の頃は、多い時は週に一本のペースでGoogle Desktop用gadgetをリリースするなどしていた。その一方で、レトロゲーにも詳しいことからわかるように、昔からヘビーなゲーマーであった。
一時期はブログも人気があったが、
日本に帰国したあたりからほとんど更新はされていない。
Twitterでは、主にアニメの実況をしていることが多く、「Androidに詳しい人だと思ってフォローしたら驚くほどアニメオタクだった」という印象をよく持たれる。本人は気にしていなく、Android関係のアカウントを別に作ることで解決している。
「今Androidに深く関わっている人たちが、他に何に興味を持っているのかを聞くのが楽しい」と語っているように、物事をミクロに見ていく自称、エンジニアというよりは、マクロに俯瞰するビジョナリーの傾向にある。技術者の出にしては珍しく、インタビュー等ではあまり専門的な話はせず、わかりにくい話をよりわかり易い言葉で話すよう心がけている。
交流は、ゲーム業界はもちろん、Google関係の活動も行っているため、自称、Web業界ともよく通じている。さらに、個人ニュースサイト界隈や声優との交流もあり、顔が広いと自ら語る。

## 作品
- 著書
  - 初めてのGoogle Androidプログラミング（2008年 日経BP社）
  - コードからわかるAndroidプログラミングのしくみ(2009年 日経BP社）
  - Android最新プログラミング（2010年 インプレスジャパン）
  - プロフェッショナルAndroidゲームプログラミング（2010年 日経BP社）
  - Androidゲームプログラミング A to Z（2011年 インプレスジャパン）

- ゲーム/アプリ
  - ミニ四駆GPX (iアプリ）：プログラム
  - 『虫姫さまふたり』レコのお楽しみPCぼっくす(Win,Mac)：プログラム
  - おともだちフレンズ（mixiアプリ）：ディレクション、プログラム
  - 放課後の紙芝居部（iOS、Android）：企画、ディレクション、プログラム